# Nicolas Dupont-Aignan
Nicolas Dupont-Aignan (Parigi, 7 marzo 1961) è un politico francese, leader di Debout la France.

## Biografia
Dirigente del partito gollista Rassemblement pour la République, dal 1997 è deputato all'Assemblea Nazionale. Esce dal RPR nel 1999 per passare nel Raggruppamento per la Francia. Confluisce poi nel 2002 nella neonata Unione per un Movimento Popolare. Nel 2007 ne esce per fondare il movimento sovranista Debout la République, poi dal 2014 denominato Debout la France.
Con questo movimento si è candidato in occasione delle elezioni presidenziali in Francia del 2012, ottenendo l'1,7% dei consensi e posizionandosi al 7º posto tra i vari candidati, così come alle elezioni presidenziali in Francia del 2017, ottenendo il 4,75% al primo turno e posizionandosi così al 6º posto tra i vari candidati. Per il ballottaggio ha concluso un'alleanza con Marine Le Pen, che in caso di vittoria lo avrebbe nominato primo ministro. 
Il suo partito lo riconferma quale proprio candidato alle presidenziali del 2022, dove ottiene il 2,07% dei voti.